# Partit Democràtic Cívic
El Partit Democràtic Cívic (txec: Občanská demokratická strana - ODS) és un partit polític de centredreta de la República Txeca. Va ser fundat en 1991 per Václav Klaus i actualment està liderat per Petr Fiala. Forma part de la Unió Internacional Demòcrata.

## Història
El partit va ser fundat el 1991 després de la divisió del Fòrum Cívic per Václav Klaus i ha estat liderat per Mirek Topolánek des de 2002. Va ser el partit dominant en dos governs de coalició a la República Txeca en 1992-1997. També formà part del govern del Partit Socialdemòcrata Txec en 1998-2002 sota els termes d'un pacte formal per escrit entre els dos partits, l'"Acord d'oposició" (ampliat més tard amb un nou acord, l'anomenat "Patent de Tolerància")
A les eleccions parlamentàries de 2002, va passar de ser el segon partit de la Cambra de Diputats, amb 58 de 200 escons, i per primera vegada en la seva història, va assumir el paper d'oposició. L'actual president txec, Václav Klaus, ha estat president honorari del partit fins aleshores. A les eleccions al Parlament Europeu el juny de 2004 i al Senat i a les eleccions a l'assemblea regional de novembre de 2004 va rebre més de 30% dels vots.
A les eleccions de 2006 va ser novament el partit més votat a la Cambra de Diputats amb 81 escons. Va formar un govern de coalició amb els Demòcrates Cristians (KDU-CSL) i el Partit Verd (SZ). El partit va patir greus pèrdues q les eleccions regionals i del Senat el 2008, perdent els 12 governadors regionals que tenia.
Internacionalment està alineat amb la Unió Democràtica Internacional i afirma tenir idees semblants a les del Partit Conservador britànic, el polonès Plataforma Cívica i l'espanyol Partit Popular. El juliol de 2006 el Partit Democràtic Cívic Democràtic signar un acord amb el Partit Conservador britànic per a abandonar el PPE-DE i formar una nova formació de centredreta europea anomenada Moviment per a la Reforma Europea el 2009.

## Resultats electorals

### Assemblea Federal de Txecoslovàquia
Cambra del Poble
| Any  | Líder        | Vots              | %                 | Escons   | Pos. | Govern  |
| ---- | ------------ | ----------------- | ----------------- | -------- | ---- | ------- |
| 1992 | Václav Klaus | Coalició amb KDS. | Coalició amb KDS. | 48 / 150 | 1r   | Majoria |

Cambra de les Nacions
| Any  | Líder        | Vots              | %                 | Escons   | Pos. | Govern  |
| ---- | ------------ | ----------------- | ----------------- | -------- | ---- | ------- |
| 1992 | Václav Klaus | Coalició amb KDS. | Coalició amb KDS. | 37 / 150 | 1r   | Majoria |

### Eleccions legislatives
| Any  | Líder             | Vots             | %                | Escons   | +/- | Pos. | Govern             |
| ---- | ----------------- | ---------------- | ---------------- | -------- | --- | ---- | ------------------ |
| 1992 | Václav Klaus      | Coalició amb KDS | Coalició amb KDS | 66 / 200 | 33  | 1r   | Coalició           |
| 1996 | Václav Klaus      | 1,794,560        | 29.6             | 68 / 200 | 2   | 1r = | Coalició           |
| 1998 | Václav Klaus      | 1,656,011        | 27.7             | 63 / 200 | 5   | 2n   | Suport extern      |
| 2002 | Václav Klaus      | 1,166,975        | 24.5             | 58 / 200 | 5   | 2n = | Oposició           |
| 2006 | Mirek Topolánek   | 1,892,475        | 35.3             | 81 / 200 | 23  | 1r   | Minoria (2006–07)  |
| 2006 | Mirek Topolánek   | 1,892,475        | 35.3             | 81 / 200 | 23  | 1r   | Coalició (2007–09) |
| 2010 | Petr Nečas        | 1,057,792        | 20.2             | 53 / 200 | 28  | 2n   | Coalició           |
| 2013 | Miroslava Němcová | 384,174          | 7.7              | 16 / 200 | 37  | 5è   | Oposició           |
| 2017 | Petr Fiala        | 572,962          | 11.3             | 25 / 200 | 9   | 2n   | Oposició           |
| 2021 | Petr Fiala        | Dins Junts       | Dins Junts       | 34 / 200 | 9   | 1r   | Coalició           |

### Eleccions al Senat
| Any  | Candidat | 1a volta  | 1a volta | 1a volta | 1a volta | 2a volta  | 2a volta | 2a volta | Escons  | Total   |
| Any  | Candidat | Vots      | %        | Escons   | Pos.     | Vots      | %        | Pos.     | Escons  | Total   |
| ---- | -------- | --------- | -------- | -------- | -------- | --------- | -------- | -------- | ------- | ------- |
| 1996 | 81       | 1,006,036 | 36.5     | 76 / 81  | 1r       | 1,134,044 | 49.2     | 1r       | 32 / 81 | 32 / 81 |
| 1998 | 27       | 266,377   | 27.7     | 22 / 27  | 1r       | 210,156   | 39.1     | 1r       | 9 / 27  | 26 / 81 |
| 1999 | 1        | 3,844     | 12.2     | 0 / 1    | 2n       |           |          |          | 0 / 1   | 25 / 81 |
| 2000 | 27       | 203,039   | 23.6     | 18 / 27  | 1r       | 166,133   | 29.5     | 1r       | 8 / 27  | 22 / 81 |
| 2002 | 27       | 165,794   | 24.9     | 19 / 27  | 1r       | 284,537   | 34.6     | 1r       | 9 / 27  | 26 / 81 |
| 2003 | 2        | 10,555    | 29.8     | 2 / 2    | 1r       | 11,136    | 47.7     | 2n       | 1 / 2   | 26 / 81 |
| 2004 | 2        | 11,824    | 33.4     | 2 / 2    | 1r       | 13,974    | 53.5     | 1r       | 1 / 2   | 27 / 81 |
| 2004 | 27       | 241,120   | 33.3     | 25 / 27  | 1r       | 257,861   | 53.8     | 1r       | 19 / 27 | 37 / 81 |
| 2006 | 27       | 354,273   | 33.3     | 26 / 27  | 1r       | 289,568   | 50.4     | 1r       | 14 / 27 | 41 / 81 |
| 2007 | 2        | 5,569     | 18.7     | 1 / 2    | 3r       | 4,338     | 21.5     | 3r       | 0 / 2   | 41 / 81 |
| 2008 | 27       | 252,827   | 24.1     | 20 / 27  | 2n       | 266,731   | 32.4     | 2n       | 3 / 27  | 35 / 81 |
| 2010 | 27       | 266,311   | 23.1     | 19 / 27  | 2n       | 225,708   | 33.1     | 2n       | 8 / 27  | 25 / 81 |
| 2011 | 1        | 7,422     | 27.2     | 1 / 1    | 2n       | 7,227     | 34.8     | 2n       | 0 / 1   | 25 / 81 |
| 2012 | 27       | 151,950   | 17.28    | 10 / 27  | 3r       | 117,990   | 22.95    | 2n       | 6 / 27  | 15 / 81 |
| 2014 | 1        | 3,792     | 16.5     | 1 / 1    | 2n       | 5,925     | 36.8     | 2n       | 0 / 1   | 15 / 81 |
| 2014 | 1        | 1,564     | 11.8     | 0 / 1    | 5è       |           |          |          | 0 / 1   | 15 / 81 |
| 2014 | 25       | 118,268   | 11.52    | 7 / 27   | 3r       | 53,149    | 11.21    | 4t       | 2 / 27  | 14 / 81 |
| 2016 | 24       | 107,785   | 12.23    | 6 / 27   | 3r       | 48,609    | 11.46    | 4t       | 4 / 27  | 10 / 81 |
| 2018 | 1        | 7,615     | 33.51    | 1 / 1    | 1r       | 30,331    | 67.11    | 1r       | 1 / 1   | 10 / 81 |
| 2018 | 1        | 2,786     | 16.36    | 0 / 1    | 3r       |           |          |          | 0 / 1   | 10 / 81 |
| 2018 | 19       | 163,630   | 15.02    | 11 / 27  | 1r       | 116,736   | 27.82    | 1r       | 10 / 27 | 16 / 81 |
| 2019 | 1        | 4,651     | 24.25    | 1 / 1    | 1r       | 4,811     | 40.49    | 2n       | 0 / 1   | 16 / 81 |
| 2020 | 1        | 4,663     | 29.73    | 1 / 1    | 1r       | 5,302     | 57.17    | 1r       | 1 / 1   | 16 / 81 |
| 2020 | 17       | 140,293   | 14.07    | 10 / 27  | 1r       | 82,377    | 18.23    | 2n       | 5 / 27  | 18 / 81 |
| 2022 | 17       | 151,908   | 13.7     | 9 / 27   | 2n       | 111,071   | 23.2     | 2n       | 8 / 27  | 24 / 81 |
| 2024 | 16       | 125,449   | 15.81    | 9 / 27   | 2n       | 92,424    | 23.66    | 2n       | 5 / 27  | 18 / 81 |

### Eleccions Presidencials
Eleccions indirectes
| Any  | Candidat  | Candidat     | 1a volta  | 1a volta | 1a volta  | 2a volta  | 2a volta | 2a volta  | 3a volta  | 3a volta | 3a volta |
| Any  | Candidat  | Candidat     | Vots      | %        | Result    | Vots      | %        | Resultat  | Vots      | %        | Resultat |
| ---- | --------- | ------------ | --------- | -------- | --------- | --------- | -------- | --------- | --------- | -------- | -------- |
| 1993 |           | Václav Havel | 109 / 172 | 63.4     | Elegit    | —         | —        | —         | —         | —        | —        |
| 1998 |           | Václav Havel | 130 / 184 | 70.7     | 2a volta  | 146 / 281 | 52.3     | Elegit    | —         | —        | —        |
| 2003 |           | Václav Klaus |           |          |           |           |          |           |           |          |          |
| 2003 | 123 / 270 | Václav Klaus | 45.6      | 2a volta | 109 / 198 | 55.1      | 3a volta | 113 / 202 | 55.9      | Elegit   |          |
| 2003 | 121 / 275 | Václav Klaus | 44.0      | 2a volta | 118 / 192 | 61.5      | 3a volta | 127 / 192 | 66.1      | Elegit   |          |
| 2003 | 147 / 275 | Václav Klaus | 53.5      | 2a volta | 139 / 268 | 51.9      | 3a volta | 142 / 266 | 53.4      | Elegit   |          |
| 2008 |           | Václav Klaus | 139 / 277 | 50.2     | 2a volta  | 142 / 277 | 51.3     | 3a volta  | 141 / 252 | 56.0     | Elegit   |
| 2008 | 141 / 277 | Václav Klaus | 50.9      | 2a volta | 141 / 267 | 52.8      | 3a volta | 141 / 252 | 56.0      | Elegit   |          |

Eleccions directes
| Any  | Candidat | Candidat        | 1a volta  | 1a volta | 1a volta | 2a volta                     | 2a volta                     | 2a volta                     |
| Any  | Candidat | Candidat        | Vots      | %        | Resultat | Vots                         | %                            | Resultat                     |
| ---- | -------- | --------------- | --------- | -------- | -------- | ---------------------------- | ---------------------------- | ---------------------------- |
| 2013 |          | Přemysl Sobotka | 126,846   | 2.46     | Derrota  | Suport a Karel Schwarzenberg | Suport a Karel Schwarzenberg | Suport a Karel Schwarzenberg |
| 2018 |          | Mirek Topolánek | 221,689   | 4.30     | Derrota  | Suport a Jiří Drahoš         | Suport a Jiří Drahoš         | Suport a Jiří Drahoš         |
| 2023 |          | Petr Pavel      | 1,975,056 | 35.40    | 2a volta | 3,358,926                    | 58.33                        | Elegit                       |
| 2023 |          | Danuše Nerudová | 777,080   | 13.93    | Derrota  | Suport a Petr Pavel          | Suport a Petr Pavel          | Suport a Petr Pavel          |
| 2023 |          | Pavel Fischer   | 376,705   | 6.75     | Derrota  | Suport a Petr Pavel          | Suport a Petr Pavel          | Suport a Petr Pavel          |

1. ↑  La coalició Junts donaria suport a 3 candidats independents

### Eleccions europees
| Any  | Líder           | Vots    | %          | Escons | +/– | Grup   |
| ---- | --------------- | ------- | ---------- | ------ | --- | ------ |
| 2004 | Jan Zahradil    | 700,942 | 30.05 (#1) | 9 / 24 | Nou | EPP-ED |
| 2009 | Jan Zahradil    | 741,946 | 31.45 (#1) | 9 / 22 | =   | ECR    |
| 2014 | Jan Zahradil    | 116,389 | 7.68 (#6)  | 2 / 21 | 7   | ECR    |
| 2019 | Jan Zahradil    | 344,885 | 14.55 (#2) | 4 / 21 | 2   | ECR    |
| 2024 | Alexandr Vondra | 661,250 | 22.27 (#2) | 3 / 21 | 1   | ECR    |

1. ↑  Dins la coalició Junts.

### Eleccions locals
| Any  | Vots       | %     | Pos. | Escons         |
| ---- | ---------- | ----- | ---- | -------------- |
| 1994 | 3,787,264  | 29.56 | 1r   | 7.289 / 62.160 |
| 1998 | 1,895,984  | 24.16 | 1r   | 5.697 / 62.920 |
| 2002 | 2,036,021  | 25.21 | 1r   | 5.715 / 62.494 |
| 2006 | 3,935,395  | 36.2  | 1r   | 7.033 / 62.426 |
| 2010 | 1,694,396  | 18.78 | 2n   | 5.112 / 62.178 |
| 2014 | 893,065    | 9.01  | 3r   | 2.398 / 62.300 |
| 2018 | 2,465,930  | 11.1  | 2n   | 2.845 / 61.892 |
| 2022 | 12,977,999 | 12.1  | 2n   | 2.294 / 61.780 |

### Eleccions regionals
| Any  | Vots    | %     | Escons    | +/-        | Pos. | Pos. regions                      | Governadors | Coalició |
| ---- | ------- | ----- | --------- | ---------- | ---- | --------------------------------- | ----------- | -------- |
| 2000 | 559,301 | 23.8  | 185 / 675 |            | 1r   | 7x 1r, 3x 2n, 3x 3r               | 8 / 13      | 8 / 13   |
| 2004 | 769,848 | 36.4  | 291 / 675 | Augment    | 1r   | 12x 1r, 1x 2n                     | 12 / 13     | 12 / 13  |
| 2008 | 687,005 | 23.6  | 180 / 675 | Disminució | 2n   | 12x 2n, 1x 3r                     | 0 / 13      | 4 / 13   |
| 2012 | 324,081 | 12.3  | 102 / 675 | Disminució | 3rd  | 1x 1r, 3x 3r, 7x 4t, 2x 5è        | 0 / 13      | 0 / 13   |
| 2016 | 239,836 | 9.5   | 76 / 675  | Disminució | 4t   | 3x 3r, 4x 4t, 4x 5è, 2x 6è, 1x 7è | 0 / 13      | 10 / 13  |
| 2020 | 411,825 | 14.87 | 99 / 675  | Augment    | 2n   | 1x 1r, 5x 2n, 2x 3r, 4x 4t, 1x 5è | 4 / 13      | 13 / 13  |

## Líders
| Núm. | Nom             | Foto | Inici                  | Final                  |
| ---- | --------------- | ---- | ---------------------- | ---------------------- |
| 1    | Václav Klaus    |      | 21 d'abril de 1991     | 15 de desembre de 2002 |
| 2    | Mirek Topolánek |      | 15 de desembre de 2002 | 13 d'abril de 2010     |
| 3    | Petr Nečas      |      | 20 de juny de 2010     | 17 de juliol de 2013   |
| 4    | Petr Fiala      |      | 18 de gener de 2014    | En el càrrec           |